# Mar de Ajó-San Bernardo
Se denomina Mar de Ajó - San Bernardo (36°43′00″S 56°40′00″O / -36.7167, -56.6667) a la aglomeración urbana que se extiende entre las localidades argentinas de Mar de Ajó, San Bernardo y otras localidades menores del partido de La Costa en la provincia de Buenos Aires, a lo largo de una franja costera sobre el Mar Argentino.
Con 28,466 habitantes (Indec, 2010), es el 29° centro urbano más poblado de la provincia.
En el anterior censo contaba con 25,475 habitantes (Indec, 2001), lo que representa un incremento del 11,74%. 
| Localidad        | Población (2010) | Población (2001) | Población (1991) | Variación Intercensal |
| ---------------- | ---------------- | ---------------- | ---------------- | --------------------- |
| Total            | 28.466           | 25.475           | 17.016           | +49,71%               |
| Mar de Ajó       | [ 2 ]            | 13.769           | 9.293            | +48,16%               |
| San Bernardo     | [ 2 ]            | 6.966            | 4.512            | +54,38%               |
| Mar de Ajó Norte | [ 2 ]            | 2.804            | 2.185            | +28,33%               |
| Lucila del Mar   | [ 2 ]            | 1.477            | 825              | +72,73%               |
| Aguas Verdes     | [ 2 ]            | 459              | 201              | +128,36%              |